# Englische Badmintonmeisterschaft 1996
Die Englische Badmintonmeisterschaft 1996 fand vom 2. bis zum 4. April  1996 im Norwich Sports Village in Norwich statt. Es war die 33. Austragung der nationalen Titelkämpfe von England im Badminton.	

## Titelträger
| Disziplin    | Gold                         | Silber                      |
| ------------ | ---------------------------- | --------------------------- |
| Herreneinzel | Darren Hall                  | Peter Knowles               |
| Dameneinzel  | Tanya Woodward               | Julia Mann                  |
| Herrendoppel | Chris Hunt Simon Archer      | James Anderson Ian Sullivan |
| Damendoppel  | Joanne Wright Julie Bradbury | Joanne Davies Emma Chaffin  |
| Mixed        | Simon Archer Julie Bradbury  | Nick Ponting Joanne Wright  |

## Finalergebnisse
| Disziplin    | Sieger                       | Finalist                    | Ergebnis         |
| ------------ | ---------------------------- | --------------------------- | ---------------- |
| Herreneinzel | Darren Hall                  | Peter Knowles               | 9–15, 15–3, 15–0 |
| Dameneinzel  | Tanya Groves                 | Julia Mann                  | 11–5, 11–6       |
| Herrendoppel | Chris Hunt Simon Archer      | James Anderson Ian Sullivan | 15–5, 15–10      |
| Damendoppel  | Joanne Wright Julie Bradbury | Emma Chaffin Joanne Davies  | 15–12, 15–5      |
| Mixed        | Simon Archer Julie Bradbury  | Chris Hunt Gillian Gowers   | 15–8, 15–4       |